# Cynopotamus juruenae
Cynopotamus juruenae är en fiskart som beskrevs av Menezes, 1987. Cynopotamus juruenae ingår i släktet Cynopotamus och familjen Characidae. Inga underarter finns listade i Catalogue of Life.